# Autoroute A1 (Grèce)
Pour les articles homonymes, voir A1 et Autoroute A1.
L'autoroute A1, également appelée autoroute 1 (Athènes-Thessalonique-Évzoni) (Αυτοκινητόδρομος 1 (Αθήνα - Θεσσαλονίκη - Εύζωνοι), auparavant appelée autoroute Patras-Athènes-Thessalonique-Évzoni est une autoroute en Grèce, faisant partie de la route européenne 75.

## Description
Avec une longueur de 550 km, c'est le principal axe routier de la Grèce, traversant le pays verticalement et reliant la capitale Athènes aux régions de Thessalie et de Macédoine, ainsi qu'à la deuxième plus grande ville du pays, Thessalonique. Elle part de Néo Fáliro, quartier de la ville du Pirée, en Attique, et continue vers le nord jusqu'à Évzoni, à la frontière entre la Grèce et la Macédoine du Nord.
Outre Athènes et Thessalonique, l'autoroute A1 permet d'accéder à d'autres villes ainsi qu'à plusieurs parcs nationaux ou naturels, à des sites classés au patrimoine mondial et à de nombreuses stations balnéaires, notamment le long de la côte nord et centrale de la Grèce. L'importance nationale de l'autoroute se reflète dans son impact économique positif sur les villes et villages qu'elle relie et dans son importance pour le tourisme en Grèce.
L'autoroute se compose de deux voies et d'une bande d'arrêt d'urgence dans chaque sens de circulation, séparées par un îlot central. Toutes les intersections de l'autoroute A1 sont dénivelées (c'est-à-dire séparées les unes des autres). Comme l'itinéraire traverse des terrains montagneux et côtiers accidentés, il nécessite des ponts, des viaducs, des tunnels et d'autres structures similaires sur des tronçons qui ont été en grande partie achevés dans les années 2010, notamment le plus grand tunnel de Grèce et des Balkans en général.

## Tracé
| Km     | Agglomérations  | Carte interactive |
| ------ | --------------- | ----------------- |
| 0 km   | Le Pirée        |                   |
|        | (Athènes)       |                   |
| 11 km  | Peristéri       |                   |
| 17 km  | Ágii Anárgyri   |                   |
| 21 km  | Metamórfosi     |                   |
| 25 km  | Kephissia       |                   |
| km     | Œnophyta        |                   |
| 71 km  | Schimatári      |                   |
|        | (Chalcis)       |                   |
|        | (Thèbes)        |                   |
| 181 km | Kaména Voúrla   |                   |
| 205 km | Thermopyles     |                   |
| 220 km | Lamía           |                   |
| 293 km | Almyrós         |                   |
|        | (Vólos)         |                   |
| 336 km | Kilelér         |                   |
|        | (Lárisa)        |                   |
| 392 km | Témpi           |                   |
| 425 km | Litóchoro       |                   |
| 441 km | Kateríni        |                   |
| 508 km | (Thessalonique) |                   |
| 536 km | Polýkastro      |                   |
| 550 km | Évzoni          |                   |

## Galerie

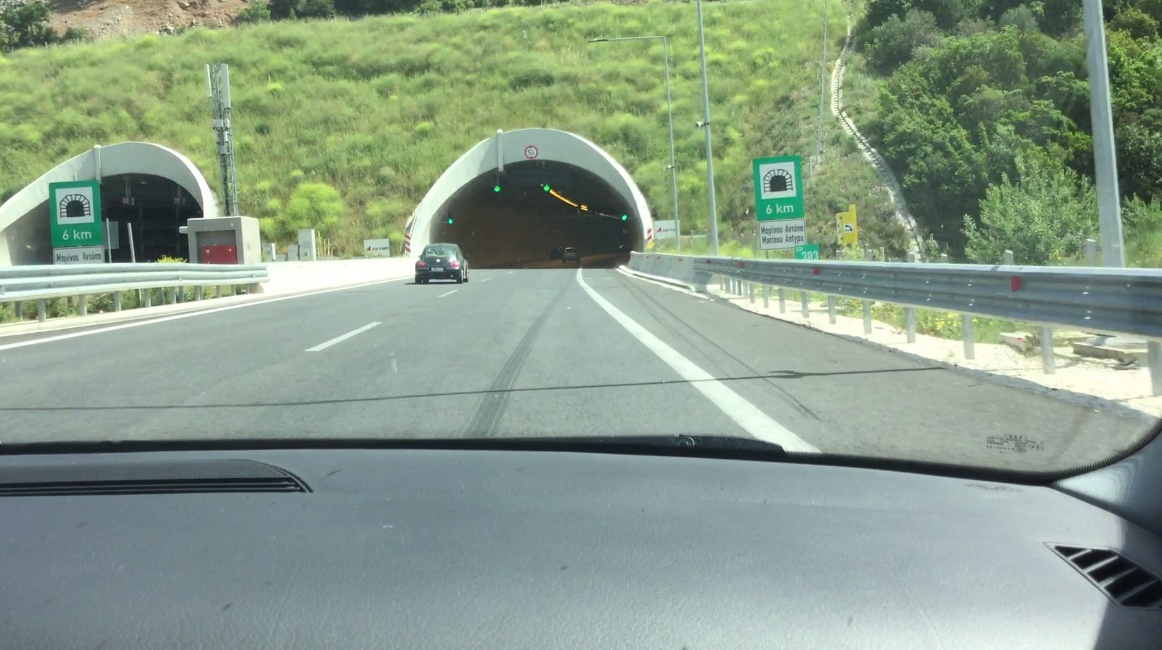
Le tunnel T2 (en).
La A1 près de Chalkidóna.
La A1 près de Néa Agathoúpoli.

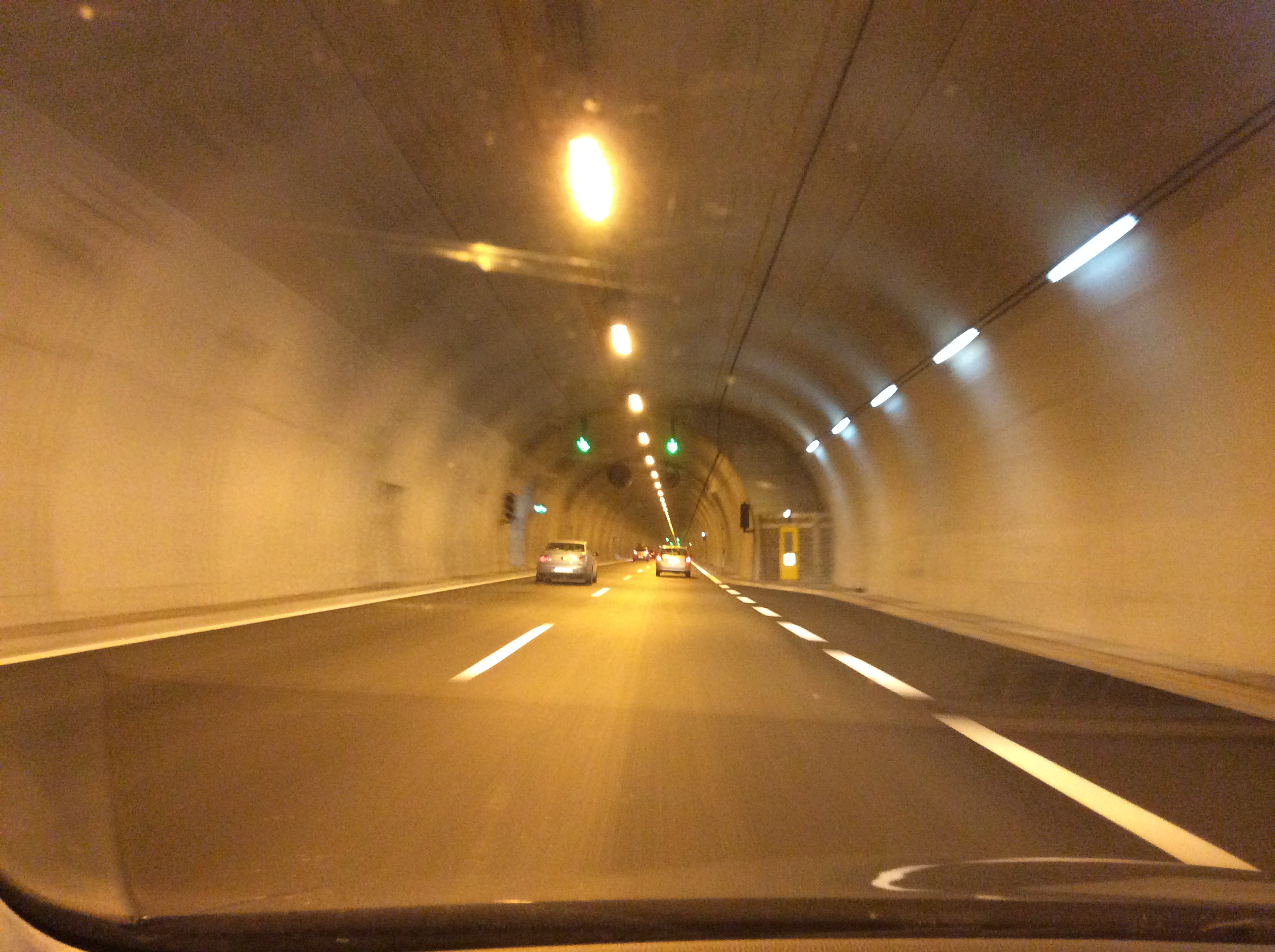
Tunnel de la A1 près de Ágios Konstantínos.
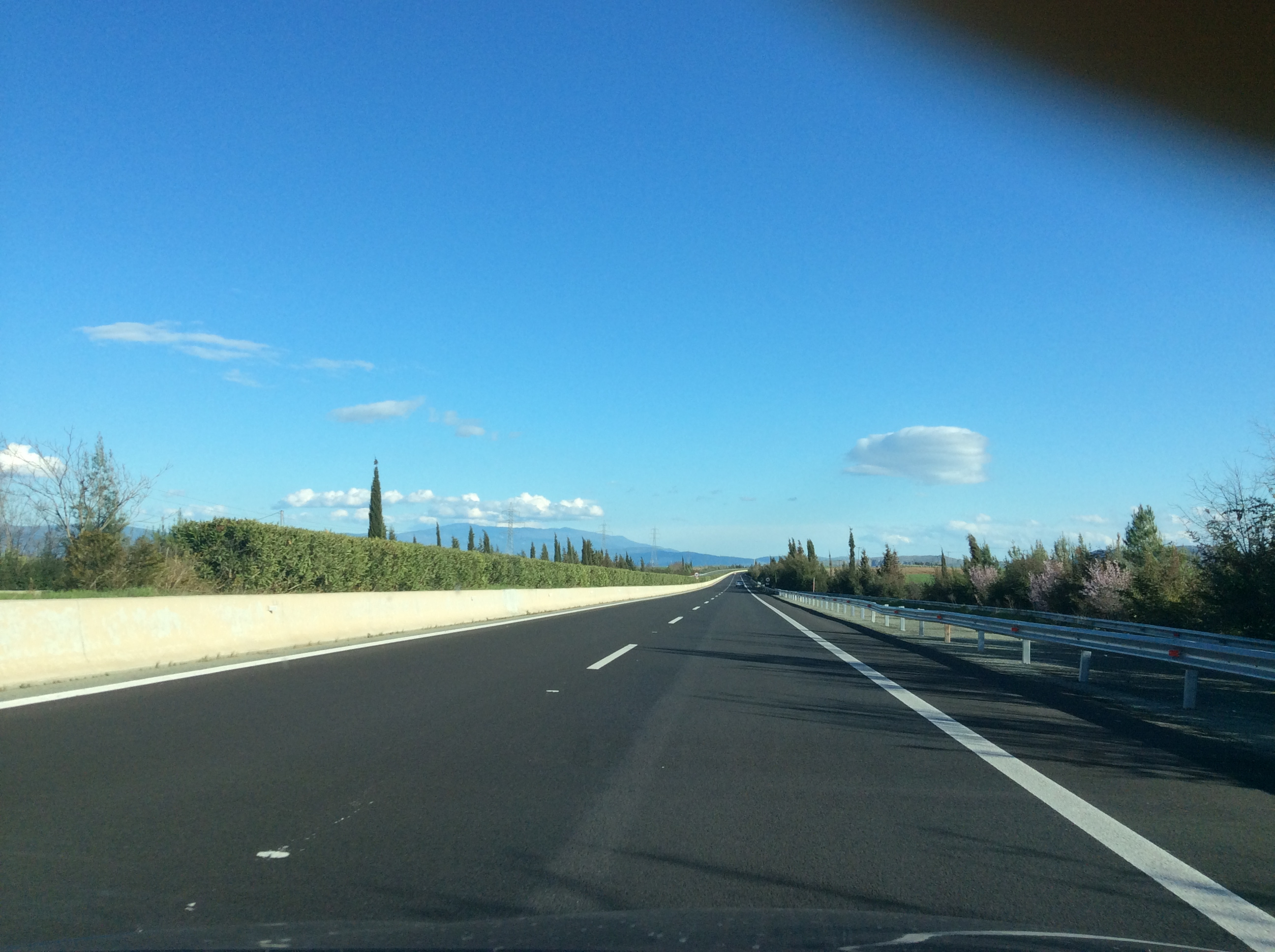
La A1 près de Larissa.
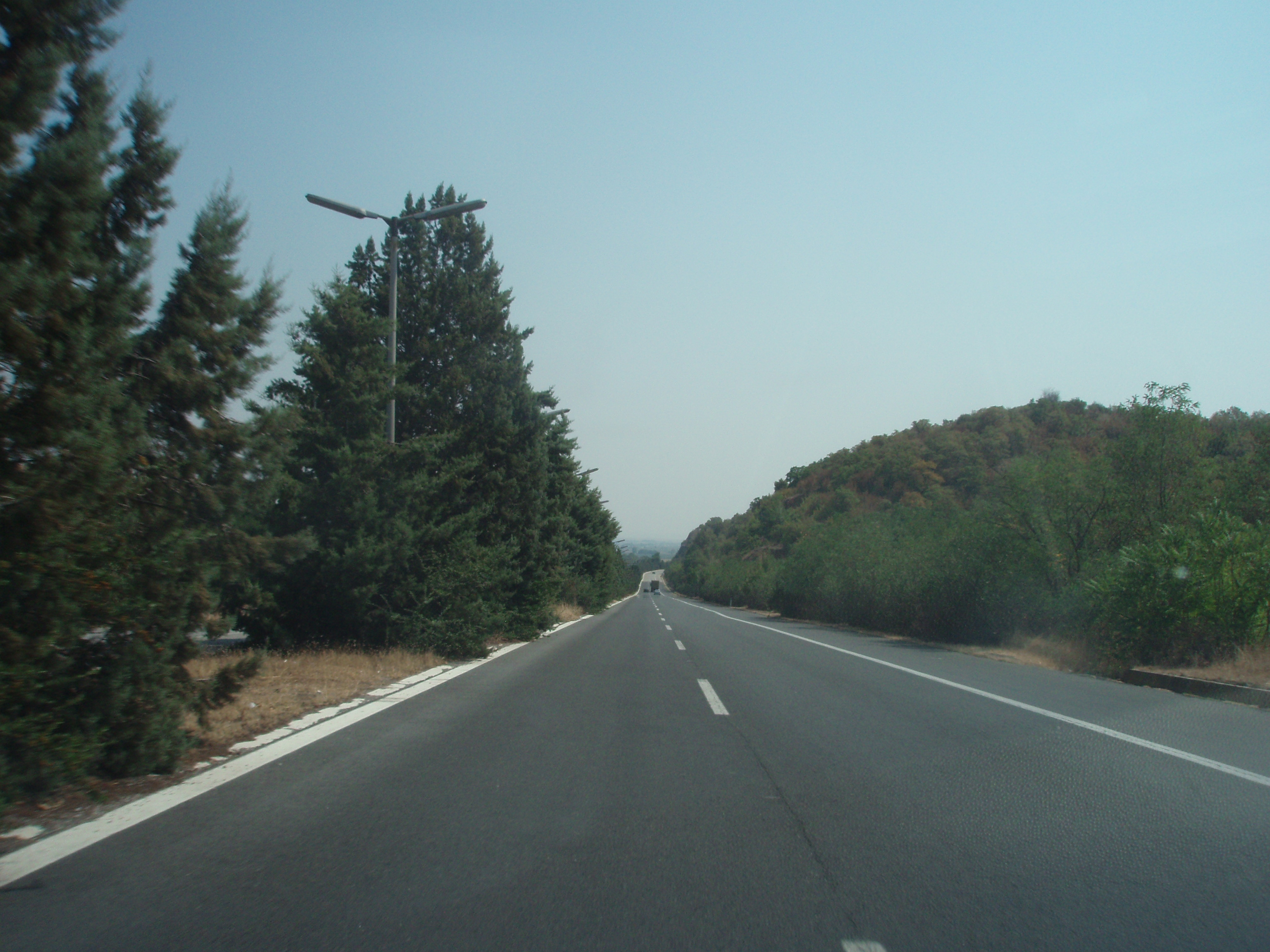
La A1 près de Évzoni.
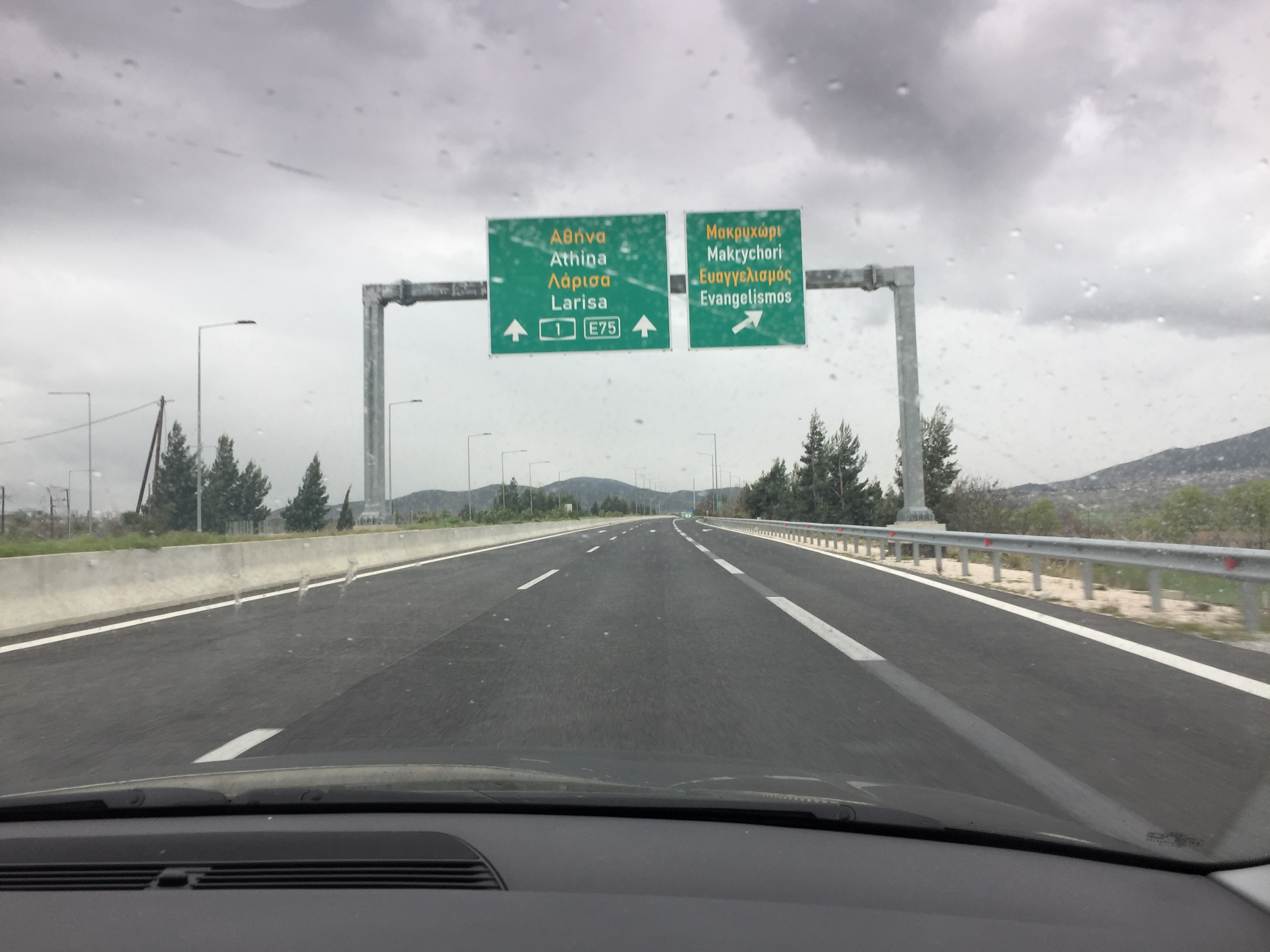
La A1 près de Evangelismós (en).